# 吉布森尼亞 (佛羅里達州)
吉布森尼亞（英語：Gibsonia）是位於美國佛羅里達州波爾克縣的一個非建制地區。該地的面積和人口皆未知。

## 地理
吉布森尼亞的座標為28°06′47″N 81°58′16″W / 28.11306°N 81.97111°W，而該地的平均海拔高度為52米（即171英尺）。